# Alex Turrek
Alexander „Alex“ Turrek (* 25. Juni 1989 in Wangen im Allgäu) ist ein deutscher Schauspieler und Synchronsprecher. Er arbeitet als Sprecher für Spielfilme, Fernsehserien, Dokumentationen, Hörspiele, Computerspiele und Werbungen für Fernsehen und Radio.

## Leben
Alex Turrek spielte mehrere Jahre an verschiedenen Theatern in Süddeutschland, bevor er sich dem Synchronsprechen zuwandte. Er ist die deutsche Stimme von u. a. Jesse Metcalfe, Joseph Dempsie, Ethan Peck und Freddie Smith.
Turrek spricht auch Werbung (u. a. für C&A, Amazon sowie ehemals auch Kabel Deutschland) und in Computerspielen (z. B. Assassin’s Creed IV: Black Flag). Seit 2013 ist er regelmäßig als Off-Sprecher verschiedener Dokumentationen im ZDF zu hören.
Außerdem ist Turrek Mitgründer der „Livehörer München“, die Livehörspiele vor Publikum veranstalten.
Im Mai 2012 gewann er den Ohrkanus-Hörbuch- und Hörspielpreis in der Kategorie „Bester Nachwuchssprecher“.
Er übernahm von David Nathan die Hörspielrolle „Georg Brand“ in der Hörspielserie Offenbarung 23.
Im Fernsehen ist er seit 2013 auch bildlich präsent. Am 23. November 2013 hatte er seinen ersten Auftritt als Lockvogel in der Fernsehsendung Verstehen Sie Spaß?.

## Synchronisationen (Auswahl)

### Filme
- Joseph Dempsie (als Duncan McKenzie) in The Damned United (2009)
- Daniel Poole in Die Chroniken von Narnia: Die Reise auf der Morgenröte (2010)
- Mathew Baynton in Hereafter (2010)
- Ethan Peck (als Constantin) in In Time – Deine Zeit läuft ab (2011)
- Craig Hall (als Galion) in Der Hobbit: Smaugs Einöde (2013)
- John Hennigan (als Boone) in Boone – Der Bounty Hunter (2017)
- John Hennigan (als Rick) in The Most Dangerous Game (2017)
- Jesse Metcalfe (als Jeff Jackson) in Jeff Jackson : Mord an der Küste (2019)
- Jesse Metcalfe (als Jeff Jackson) in Jeff Jackson : Der Fluch der Smaragdbrosche (2020)
- Jesse Metcalfe (als Jeff Jackson) in Jeff Jackson : Mord ist kein Kunststück (2021)

### Serien
- Ethan Peck (als Patrick Verona) in 10 Dinge, die ich an dir hasse (2008–2010)
- als Rums der Presslufthammer in Disney's Meister Manny's Werkzeugkiste (2006–2010)
- Freddie Smith (als Marco Salazar) in 90210 (2010)
- Rob Williams in Legend of the Seeker (2009)
- Robbie Jones (als Officer George Irving) in Bosch (2015–2016)

## Hörspiel
- als Professor Atwood in Berge des Wahnsinns (2010)
- als dritter Minister in Die Maske des roten Todes (2010)
- als Lefferts Nashs in Verhext (2010)
- als Jephro Hastie in Die Mumie (2011)
- als Vargonenhauptmann in Dragonbound (2011)
- als FDP in Heff der Chef (2011)
- als Torwächter in Die Letzten Helden (2010)
- als Capitan Hernando de Estrada in Der Grabhügel (2012)
- als Gola in Besessen (2012)
- als Georg Brand in Offenbarung 23 (2012)